# Alter Friedhof Wannsee
Der landeseigene Alte Friedhof Wannsee (auch Friedhof Wannsee I oder Friedhof Wannsee, Friedenstraße) befindet sich in Berlin-Wannsee in der Friedenstraße 8.
Der Alte Friedhof Wannsee wurde im Oktober 1846 eingeweiht. Die Kapelle wurde 1886 als Leichenhalle erbaut und durch spätere Erweiterungen und Umbauten durch den Oberbaurat Erich Schwiertz in der heutigen Form fertiggestellt und umgewidmet. Auf der Südwestseite des Friedhofes liegen Soldaten und Zivilisten, die während der Schlacht um Berlin im April 1945 ums Leben kamen.

## Gräber bekannter Persönlichkeiten
(* Ehrengrab des Landes Berlin)
- Fritz Ascher (* 17. Oktober 1893, † 26. März 1970), Maler und Dichter
- Oskar Begas (* 31. Juli 1828, † 10. November 1883), Maler, älterer Bruder von Reinhold Begas
- Lothar Blanvalet 12. August 1910, † 17. Januar 1979, Verleger
- Eberhard Encke* (* 27. Oktober 1881, † 22. Oktober 1936), Bildhauer, in einem Familiengrab zusammen mit seinem (bekannteren) Vater
- Erdmann Encke* (* 26. Januar 1843, † 7. Juli 1896), Kaiserlicher Hofbildhauer
- Hans Heinrich Franck (* 22. November 1888, † 21. Dezember 1961), Chemiker (2005 vom Friedhof Pankow III umgebettet)
- Philipp Franck* (* 9. April 1860, † 13. März 1944), Maler, Radierer und Zeichner
- Gustav Hartmann* (* 4. Juni 1859, † 23. Dezember 1938), „Der Eiserne Gustav“, Droschkenkutscher, Berliner Original, durch einen Roman von Hans Fallada unsterblich gemacht
- Günter Hönow (* 21. Oktober 1923, † 25. Januar 2001), Architekt
- Avner Werner Less (18. Dezember 1916 bis 7. Januar 1987) und Ehefrau Vera, Verhörer Adolf Eichmanns
- Friedrich Minoux* (* 21. März 1877, † 16. Oktober 1945), Industrieller
- Hans Poelzig* (* 30. April 1869, † 14. Juni 1936), Architekt
- Rosemarie Reichwein* (* 24. Juli 1904, † 5. August 2002), Widerstandskämpferin und Pädagogin
- Johannes Sievers* (* 27. Juni 1880, † 20. Juli 1969), Vortragender Legationsrat im Auswärtigen Amt, Kunsthistoriker, Schinkelforscher
- Erich Waschneck (* 29. April 1887, † 22. September 1970), Regisseur

## Galerie

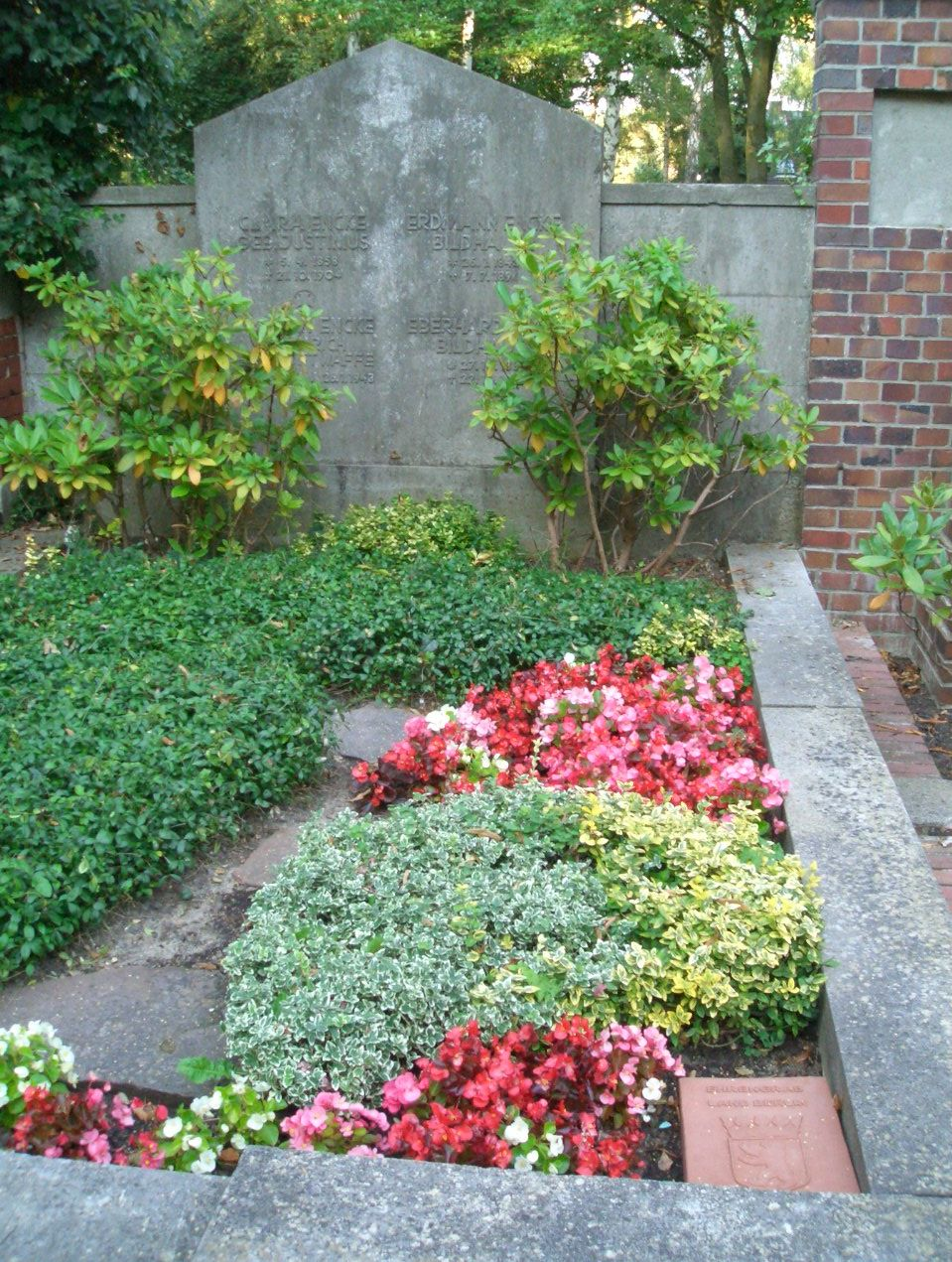
Familiengrab der Bildhauer Erdmann Encke (Vater) und Eberhard Encke (Sohn)
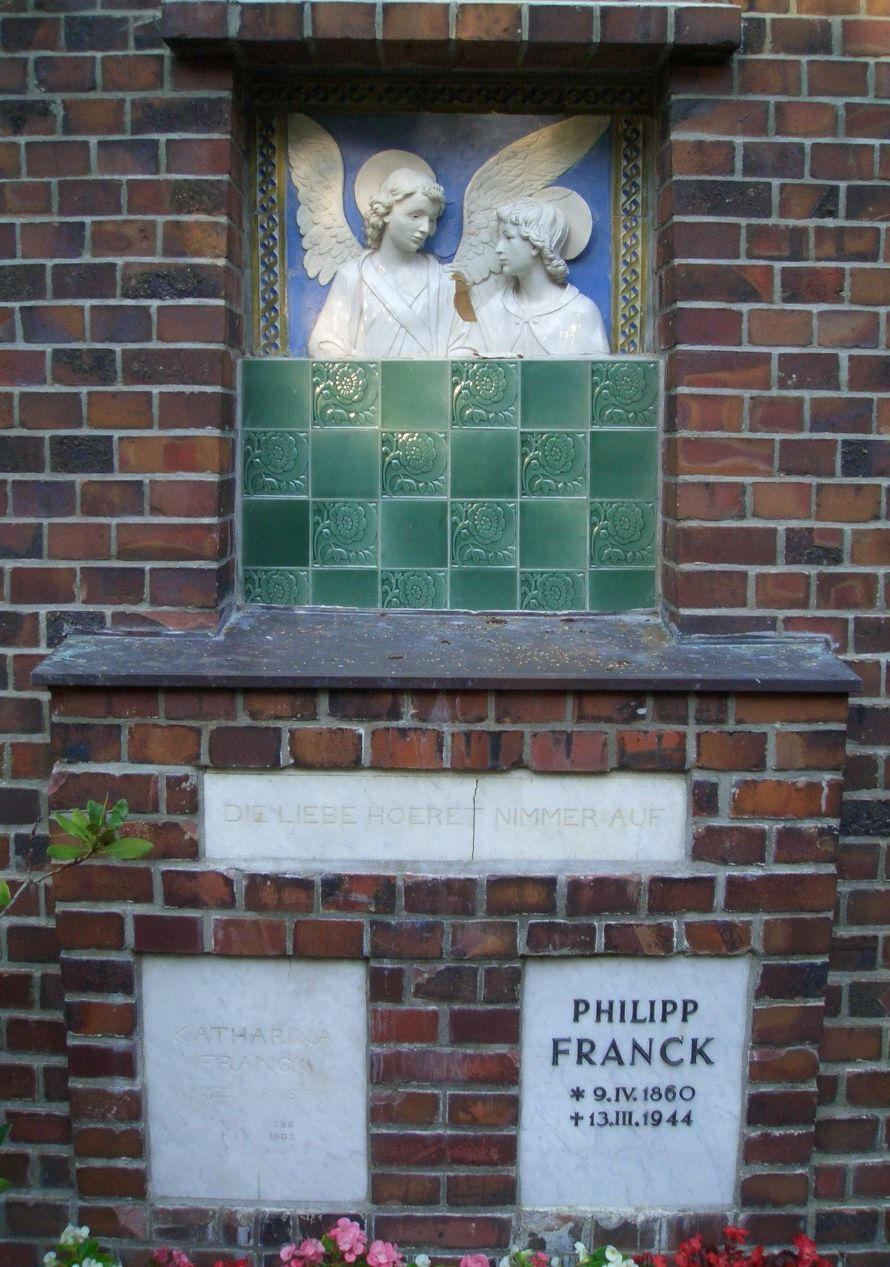
Ehrengrab des Malers Philipp Franck
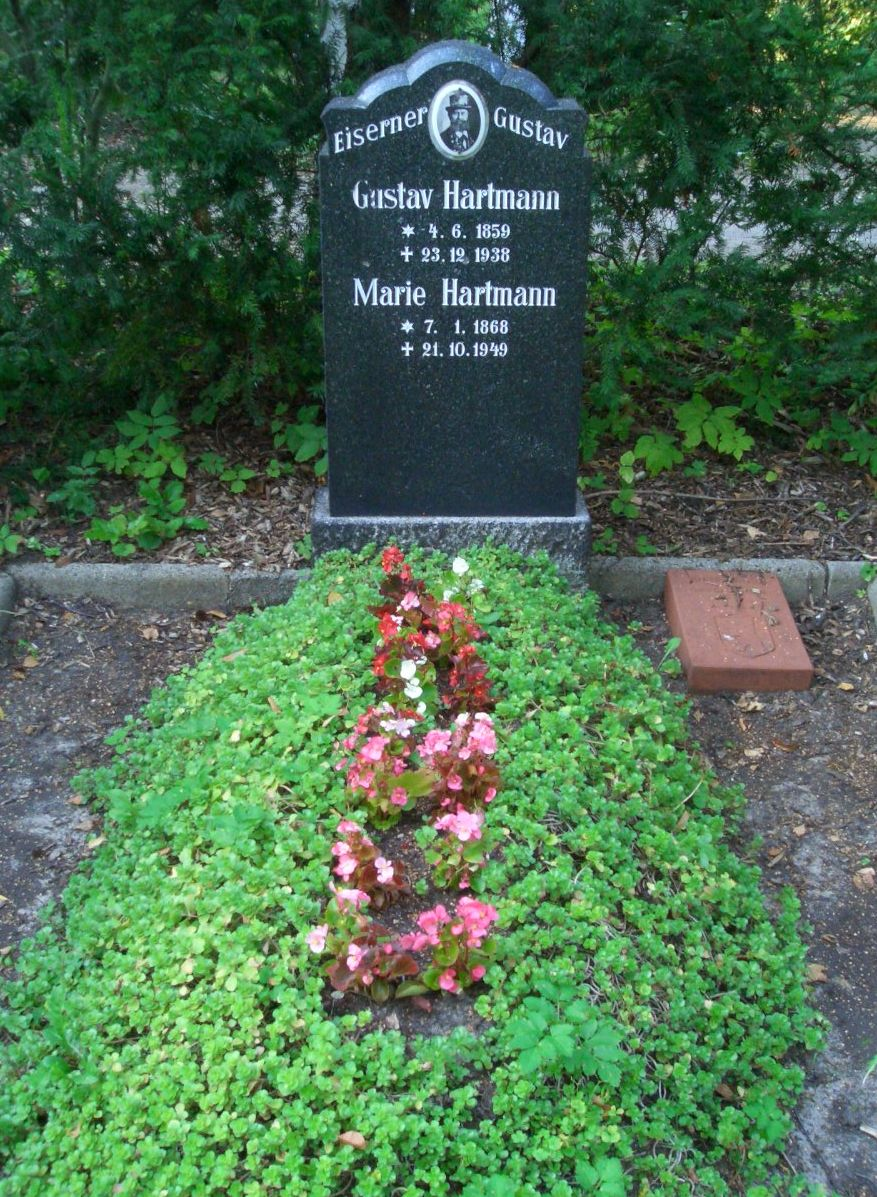
Gustav Hartmann, der „Eiserne Gustav“

## Hinweis
Der Alte Friedhof Wannsee wird neuerdings Friedhof Wannsee, Friedenstraße oder Friedhof Wannsee I genannt. Der (ehemals) Neue Friedhof Wannsee wird deshalb zur Unterscheidung auch als Friedhof Wannsee, Lindenstraße bzw. Friedhof Wannsee II bezeichnet.